# 伯恩贝克码头
伯恩贝克码头（Birnbeck Pier），也被称为“老码头”，是位于英格兰北索美塞特濱海韋斯頓布里斯托尔湾的一个码头，距离布里斯托尔西南约29公里。它是该国唯一一个连接大陆和岛屿的码头。該碼頭于1867年6月5日對外开放，由Eugenius Birch設計。自1994年以来，该码头開始關閉，现已被列入濒危建筑名录。自关闭以来，其所有权已多次转手，有人提出過一系列重建建议，但均无果而终。码头依舊处于被遗弃的状态。码头的一部分甚至在2015年12月30日的一場风暴中倒塌。